# Vasilj
Vasilj (izvirno srbsko Васиљ) je naselje v Srbiji, ki upravno spada pod Občino Knjaževac; slednja pa je del Zaječarskega upravnega okraja.

## Demografija
V naselju živi 689 polnoletnih prebivalcev, pri čemer je njihova povprečna starost 54,0 let (51,9 pri moških in 55,8 pri ženskah). Naselje ima 279 gospodinjstev, pri čemer je povprečno število članov na gospodinjstvo 2,71.
To naselje je, glede na rezultate popisa iz leta 2002, večinoma srbsko.
|  |

| Demografija | Demografija     | Demografija     |
| Leto        | Št. prebivalcev | Št. prebivalcev |
| ----------- | --------------- | --------------- |
|             |                 |                 |
|             |                 |                 |
|             |                 |                 |
|             |                 |                 |
| 1948        | 1789            |                 |
| 1953        | 1787            |                 |
| 1961        | 1793            |                 |
| 1971        | 1544            |                 |
| 1981        | 1237            |                 |
| 1991        | 984             | 970             |
| 2002        | 758             | 757             |
|             |                 |                 |

| Etnična sestava po popisu iz leta 2002 | Etnična sestava po popisu iz leta 2002 | Etnična sestava po popisu iz leta 2002 | Etnična sestava po popisu iz leta 2002 | Etnična sestava po popisu iz leta 2002 |
| -------------------------------------- | -------------------------------------- | -------------------------------------- | -------------------------------------- | -------------------------------------- |
| Srbi                                   | Srbi                                   |                                        | 754                                    | 99,60%                                 |
| Neznano                                | Neznano                                |                                        | 0                                      | 0,0%                                   |